# Euophrys wenxianensis
Euophrys wenxianensis là một loài nhện trong họ Salticidae.
Loài này thuộc chi Euophrys. Euophrys wenxianensis được Yang & Guo Tang miêu tả năm 1997.